# Nekrolog 4. Quartal 1926
Nekrolog
◄◄
| ◄
| 1922
| 1923
| 1924
| 1925
| 1926 | 1927 | 1928 | 1929 | 1930 | ► | ►►
1. Quartal |
2. Quartal |
3. Quartal |
4. Quartal 1926
Weitere Ereignisse | Allgemeiner Nekrolog 1926
Die Beschreibung der verstorbenen Person sollte so kurz wie möglich gehalten sein und nur deren signifikante Tätigkeit(en) enthalten.
Neue Namen ggf. auch unter dem Geburts- und Sterbedatum, also etwa unter 1. Januar und im Geburts- und Sterbejahr (2024) eintragen (nur bei entsprechender großer Wichtigkeit). Für Beispiele siehe die schon vorhandenen Artikel.
Außerdem über die fünf zuletzt Verstorbenen, zu denen es einen ausreichend guten Artikel für eine Präsentation auf der Hauptseite gibt, nach der todesbedingten Überarbeitung der Artikel ggf. auch unter Wikipedia Diskussion:Hauptseite informieren und sie am besten auch in den anderen Wikipedia-Sprachversionen eintragen. Tipp: Regelmäßig bei news.google.de nach „ist tot“, „gestorben“ oder „verstorben“ suchen.
Wenn eine Person gestorben ist, gibt es viele Seiten zu dieser Person in der Wikipedia, die davon auch betroffen sind und entsprechend aktualisiert werden müssen. Beispiele: Namenübersichtsseite, Geburtsjahr, Geburtsort-Seiten und viele mehr.
Wie finde ich die betroffenen Seiten?
Im Suchfeld auf der linken Seite gibt man den Suchbegriff so ein: „Vorname Nachname“. Dann klickt man auf Volltext und alle Seiten mit entsprechendem Suchtext werden aufgerufen. Hier sieht man dann schnell, wo auch das Todesjahr Sinn macht oder sogar ein Teil des Artikels angepasst werden muss. Auch hilft das „Werkzeug“ auf der linken Seite sehr gut, um solche Seiten aufzufinden: „Links auf diese Seite“. Somit ist die Wikipedia wieder aktuell in allen Bereichen! Hinweis: bei Eintragung der Kategorie „Gestorben JAHR“ wird der Missbrauchsfilter 49 ausgelöst, was jedoch nicht schlimm ist. Siehe: Spezial:Missbrauchsfilter/49
Dies ist eine Liste von im vierten Quartal 1926 verstorbenen bekannten Persönlichkeiten. Die Einträge erfolgen innerhalb der einzelnen Daten alphabetisch sortiert. Tiere sind im Nekrolog für Tiere zu finden.

## Oktober
| Tag         | Name                                            | Beruf, bekannt als                                                                                        | Alter | Beleg |
| ----------- | ----------------------------------------------- | --- | ----- | ----- |
| 1. Oktober  | Suzanne Aubert                                  | französische Ordensfrau, Missionarin und Ordensgründerin                                                  | 91    |       |
| 2. Oktober  | Reimer Hansen                                   | deutscher Lehrer und Heimatforscher                                                                       | 73    |       |
| 2. Oktober  | Franz Joseph Simmler                            | deutscher Kirchenmaler, Bildhauer und Altarbauer                                                          | 79    |       |
| 3. Oktober  | Wilhelm Brügmann                                | deutscher Montanunternehmer und Politiker                                                                 | 75    |       |
| 3. Oktober  | Hans Ziegner-Gnüchtel                           | Bürgermeister der Stadt Wilhelmshaven                                                                     | 67    |       |
| 4. Oktober  | Wolf Ernst Hugo Emil von Baudissin              | deutscher Schriftsteller, Journalist und Verleger                                                         | 59    |       |
| 4. Oktober  | Michel Gandoger                                 | französischer Botaniker                                                                                   | 76    |       |
| 4. Oktober  | Alexander Gutbier                               | deutscher Chemiker                                                                                        | 50    |       |
| 4. Oktober  | Johann Hirter                                   | Schweizer Politiker (FDP)                                                                                 | 71    |       |
| 4. Oktober  | Augustinus Rosentreter                          | deutscher Geistlicher und römisch-katholischer Bischof von Kulm                                           | 82    |       |
| 5. Oktober  | Mari Jászai                                     | ungarische Schauspielerin                                                                                 | 76    |       |
| 5. Oktober  | Bartolo Longo                                   | Dominikaner-Terziar und Wallfahrtsstätten-Gründer                                                         | 85    |       |
| 5. Oktober  | Johann Baptist von Neudecker                    | deutscher römisch-katholischer Geistlicher und Weihbischof in München                                     | 86    |       |
| 5. Oktober  | Richard F. Pettigrew                            | US-amerikanischer Politiker                                                                               | 78    |       |
| 5. Oktober  | Carl Rehfus                                     | deutscher Jagdschriftsteller und Kynologe                                                                 |       |       |
| 5. Oktober  | Dorothy Tennant                                 | englische Malerin                                                                                         | 71    |       |
| 5. Oktober  | Benjo Zonew                                     | bulgarischer Linguist                                                                                     | 63    |       |
| 6. Oktober  | Simon Bamberger                                 | deutsch-amerikanischer Unternehmer und Politiker                                                          | 80    |       |
| 6. Oktober  | Wolodymyr Hnatjuk                               | ukrainischer Folklorist, Ethnologe, Literaturwissenschaftler, Übersetzer und Journalist                   | 55    |       |
| 6. Oktober  | Carl Holzapfel                                  | deutscher Landschaftsmaler                                                                                | 60    |       |
| 7. Oktober  | Fritz Brandstätter                              | österreichischer Fußballspieler                                                                           | 34    |       |
| 7. Oktober  | Elly Gohl-Cleff                                 | deutsche Theaterschauspielerin                                                                            | 60    |       |
| 7. Oktober  | Emil Kraepelin                                  | deutscher Psychiater                                                                                      | 70    |       |
| 8. Oktober  | Theodor Des Coudres                             | deutscher Physiker                                                                                        | 64    |       |
| 9. Oktober  | Waso Abaschidse                                 | georgischer Theaterschauspieler                                                                           | 71    |       |
| 9. Oktober  | Josias von Heeringen                            | preußischer Generaloberst, Kriegsminister und Verbandsfunktionäre                                         | 76    |       |
| 9. Oktober  | Charles Smith Hyman                             | kanadischer Tennisspieler und Politiker                                                                   | 72    |       |
| 9. Oktober  | George William Lamplugh                         | britischer Geologe                                                                                        | 67    |       |
| 9. Oktober  | Richard Lipps                                   | deutscher Landschafts- und Architekturmaler                                                               | 68    |       |
| 9. Oktober  | Helena Nyblom                                   | dänisch-schwedische Schriftstellerin und Pianistin                                                        | 82    |       |
| 9. Oktober  | Ferdinand Stuflesser                            | österreichischer Bildhauer und Unternehmer                                                                | 70    |       |
| 9. Oktober  | Eduard Tecklenborg                              | deutscher Kaufmann, Reeder und Werftbesitzer                                                              | 77    |       |
| 10. Oktober | Pierre Decourcelle                              | französischer Schriftsteller                                                                              | 70    |       |
| 10. Oktober | Marie Kiesel                                    | österreichische Sängerin                                                                                  | 75    |       |
| 10. Oktober | Heinrich Kühne                                  | deutscher Marineoffizier, zuletzt Vizeadmiral                                                             | 88    |       |
| 10. Oktober | Maxim Winawer                                   | russischer Jurist, Politiker und Mäzen                                                                    | 62    |       |
| 11. Oktober | Henry L. Fuqua                                  | US-amerikanischer Politiker                                                                               | 60    |       |
| 11. Oktober | Albert Robida                                   | französischer Schriftsteller, Zeichner, Maler, Karikaturist und Journalist                                | 78    |       |
| 11. Oktober | Adalbert Schindelar                             | österreichischer altkatholischer Bischof                                                                  | 61    |       |
| 11. Oktober | Hymie Weiss                                     | Gangster während der Prohibition, Rivale Al Capones                                                       |       |       |
| 12. Oktober | Edwin Abbott Abbott                             | englischer Schuldirektor, Theologe und Schriftsteller                                                     | 87    |       |
| 12. Oktober | Rudolf Greuner                                  | deutscher Reichsgerichtsrat                                                                               | 68    |       |
| 12. Oktober | Eugen Meyn                                      | deutscher Jurist                                                                                          | 77    |       |
| 12. Oktober | Paul Puhallo von Brlog                          | österreichischer Generaloberst                                                                            | 70    |       |
| 13. Oktober | Heinrich Göringer                               | bayerischer Generalleutnant                                                                               | 82    |       |
| 13. Oktober | Rudolf Gruber                                   | österreichischer Politiker (CSP), Abgeordneter zum Nationalrat                                            | 61    |       |
| 13. Oktober | Hans E. Kinck                                   | norwegischer Schriftsteller                                                                               | 61    |       |
| 13. Oktober | James Manning Tyler                             | US-amerikanischer Jurist und Politiker                                                                    | 91    |       |
| 14. Oktober | Friedrich Dürr                                  | deutscher Pädagoge und Geschichtsforscher                                                                 | 83    |       |
| 14. Oktober | Berthold Litzmann                               | deutscher Germanist und Literaturhistoriker                                                               | 69    |       |
| 14. Oktober | Frieda Port                                     | deutsche Schriftstellerin                                                                                 | 72    |       |
| 14. Oktober | Paul Schönkaes                                  | deutscher Politiker                                                                                       | 52    |       |
| 14. Oktober | Muhammad Taqi Schurida                          | persischer Poet                                                                                           |       |       |
| 15. Oktober | Mathilde Bauermeister                           | deutsche Opernsängerin mit der Stimmlage Sopran                                                           |       |       |
| 15. Oktober | Venance Dodo                                    | Generalminister des Kapuzinerordens                                                                       |       |       |
| 15. Oktober | Chris Hooijkaas                                 | niederländischer Ruderer                                                                                  | 65    |       |
| 16. Oktober | Friederike von Hannover und Cumberland          | deutsche Adelige, Mitglied aus dem Haus Hannover                                                          | 78    |       |
| 16. Oktober | Hermann Weigand                                 | deutscher Architekt / Bauingenieur und kommunaler Baubeamter in Rixdorf/Neukölln                          | 72    |       |
| 16. Oktober | Nikolaus Bödige                                 | deutscher Lehrer, Heimat- und Naturforscher                                                               | 67    |       |
| 17. Oktober | Otto Heubner                                    | deutscher Internist und Pädiater                                                                          | 83    |       |
| 17. Oktober | Robert Hinrichsen                               | deutscher Rechtsanwalt und Notar                                                                          | 63    |       |
| 17. Oktober | Annemarie von Nathusius                         | deutsche Schriftstellerin                                                                                 | 52    |       |
| 17. Oktober | Édouard Naville                                 | Schweizer Ägyptologe                                                                                      | 82    |       |
| 18. Oktober | Sigmund Maria Graf Adelmann von Adelmannsfelden | deutscher Verwaltungsjurist, Landrat und Regierungspräsident                                              | 50    |       |
| 18. Oktober | James Carroll                                   | neuseeländischer Politiker und Minister für Maori-Angelegenheiten                                         | 69    |       |
| 18. Oktober | Martin Rapoldi                                  | österreichischer Politiker und Journalist                                                                 | 45    |       |
| 19. Oktober | Victor Babeș                                    | rumänischer Pathologe                                                                                     | 72    |       |
| 19. Oktober | Ludvik Peter Karsten                            | norwegischer Maler                                                                                        | 50    |       |
| 19. Oktober | Engelbert Mager                                 | deutscher Lehrer und Autor                                                                                | 77    |       |
| 19. Oktober | Martti Rautanen                                 | finnischer Missionar                                                                                      | 80    |       |
| 19. Oktober | Anton Schiesser, Edler von Reifegg              | österreichischer Offizier der k. u. k. Armee                                                              | 63    |       |
| 20. Oktober | Eugene V. Debs                                  | US-amerikanischer Politiker                                                                               | 70    |       |
| 21. Oktober | Johann Philipp Hofmann                          | Landtagsabgeordneter Volksstaat Hessen                                                                    | 52    |       |
| 21. Oktober | George Merck                                    | deutsch-US-amerikanischer Unternehmer                                                                     | 59    |       |
| 21. Oktober | Felix von Merveldt                              | deutscher Beamter und Politiker (DNVP), MdR                                                               | 63    |       |
| 21. Oktober | J. D. Philipps                                  | deutscher Instrumentenbauer                                                                               | 80    |       |
| 22. Oktober | Harry Greb                                      | US-amerikanischer Mittelgewichtsboxer                                                                     | 32    |       |
| 22. Oktober | Hioki Eki                                       | japanischer Diplomat                                                                                      | 64    |       |
| 22. Oktober | Eduard Niebour                                  | deutscher Jurist und Präsident des oldenburgischen Oberlandesgerichtes                                    | 69    |       |
| 22. Oktober | Jules Van den Heuvel                            | belgischer Politiker und Hochschullehrer                                                                  | 71    |       |
| 23. Oktober | Satyro Bilhar                                   | brasilianischer Sänger, Gitarrist und Komponist                                                           |       |       |
| 23. Oktober | Hans Dessauer sen.                              | deutscher Industrieller und Politiker                                                                     | 57    |       |
| 23. Oktober | Julius Paul Römer                               | deutscher Botaniker und Lehrer                                                                            | 78    |       |
| 23. Oktober | Fritz Westendorp                                | deutscher Maler der Düsseldorfer Schule                                                                   | 59    |       |
| 23. Oktober | Julius Wurmbach jr.                             | deutscher Kommerzienrat, Industrieller                                                                    | 66    |       |
| 24. Oktober | Heinrich Biesenbach                             | deutscher Jurist und Schriftsteller                                                                       | 63    |       |
| 24. Oktober | Henri Mérimée                                   | französischer Romanist, Hispanist und Literaturwissenschaftler                                            | 48    |       |
| 25. Oktober | Maria Letizia Bonaparte                         | Gemahlin von Amadeo, des Herzogs von Aosta und früheren Königs von Spanien                                | 59    |       |
| 25. Oktober | Antonius van den Broek                          | niederländischer Ökonometriker und Amateurphysiker                                                        | 56    |       |
| 25. Oktober | Martin Samuel Kroch                             | Bankier und Firmengründer                                                                                 | 72    |       |
| 25. Oktober | Charles M. Russell                              | US-amerikanischer Maler, Skulpteur, Illustrator und Schriftsteller                                        | 62    |       |
| 25. Oktober | Max Zettler                                     | deutscher Maler                                                                                           | 40    |       |
| 26. Oktober | Rudolf Jedlička                                 | tschechischer Arzt, Chirurg, Röntgenologe, Radiologe und Initiator einer Reihe von sozialen Einrichtungen | 57    |       |
| 26. Oktober | Hugo Prejawa                                    | deutscher Bauinspektor und Archäologe                                                                     | 72    |       |
| 26. Oktober | Annie Speirs                                    | britische Schwimmerin                                                                                     | 37    |       |
| 27. Oktober | Harry Bresslau                                  | deutscher Historiker und Diplomatiker                                                                     | 78    |       |
| 27. Oktober | Warren Wood                                     | US-amerikanischer Golfer                                                                                  | 39    |       |
| 28. Oktober | Carl Wille Schnitler                            | norwegischer Kunsthistoriker                                                                              | 47    |       |
| 29. Oktober | Adolf Graß                                      | deutscher Historien- und Porträtmaler der Düsseldorfer Schule                                             | 84    |       |
| 29. Oktober | Anton Hein                                      | österreichischer Architekt                                                                                | 72    |       |
| 29. Oktober | Cecil Quentin                                   | britischer Segler                                                                                         |       |       |
| 30. Oktober | Robert Dißmann                                  | deutscher Gewerkschaftsfunktionär, Politiker (SPD, USPD), MdR                                             | 48    |       |
| 30. Oktober | Hermann Preysing                                | deutscher Hals-Nasen-Ohren-Arzt und Hochschullehrer                                                       | 60    |       |
| 31. Oktober | Harry Houdini                                   | ungarisch-US-amerikanischer Zauberkünstler                                                                | 52    |       |
| 31. Oktober | Charles Vance Millar                            | kanadischer Rechtsanwalt und Unternehmer                                                                  |       |       |
| 31. Oktober | Anteo Zamboni                                   | italienischer Anarchist                                                                                   | 15    |       |

## November
| Tag          | Name                             | Beruf, bekannt als                                                                                              | Alter | Beleg |
| ------------ | -------------------------------- | --- | ----- | ----- |
| 1. November  | Robert Sieger                    | österreichischer Geograph und Hochschullehrer                                                                   | 62    |       |
| 1. November  | Helene Voß                       | deutsche Schauspielerin                                                                                         | 70    |       |
| 2. November  | Anton Rodatz                     | deutscher Politiker, MdHB, Senator und Kaufmann                                                                 | 60    |       |
| 2. November  | Wilhelm Spethmann                | deutscher Druckereibesitzer und Politiker (FVp), MdR                                                            | 64    |       |
| 3. November  | Max Martersteig                  | deutscher Theaterschauspieler, Schriftsteller und Bühnenleiter                                                  | 73    |       |
| 3. November  | Annie Oakley                     | US-amerikanische Kunstschützin                                                                                  | 66    |       |
| 4. November  | William Wallace Brown            | US-amerikanischer Politiker                                                                                     | 90    |       |
| 4. November  | Albin Egger-Lienz                | österreichischer Maler                                                                                          | 58    |       |
| 4. November  | William Wallace Gilchrist junior | US-amerikanischer Maler                                                                                         | 47    |       |
| 4. November  | John Owen                        | britischer Geistlicher, anglikanischer Bischof                                                                  | 72    |       |
| 4. November  | André Wormser                    | französischer Bankier und Komponist der Romantik                                                                | 75    |       |
| 5. November  | Walter M. Denny                  | US-amerikanischer Politiker                                                                                     | 73    |       |
| 6. November  | Carl Swartz                      | schwedischer Politiker, Mitglied des Riksdag und Premierminister                                                | 68    |       |
| 7. November  | William Göhring                  | deutscher Generalkonsul in den Niederlanden                                                                     | 83    |       |
| 8. November  | Anton Baumann                    | österreichischer Politiker, Landtagsabgeordneter                                                                | 78    |       |
| 8. November  | Ludwig von Berswordt-Wallrabe    | preußischer Landrat des Kreises Hattingen (1887–1919)                                                           | 82    |       |
| 8. November  | Matīss Kaudzīte                  | lettischer Schriftsteller                                                                                       | 78    |       |
| 8. November  | Jacques Pohl                     | österreichischer Opernsänger (Bass) und Opernregisseur                                                          | 76    |       |
| 9. November  | Walther Bremer                   | deutscher prähistorischer Archäologe                                                                            | 39    |       |
| 9. November  | Theodor Karl von Hermann         | Prälat und Generalsuperintendent von Tübingen und Reutlingen                                                    | 76    |       |
| 9. November  | Karl Niedrist                    | österreichischer Politiker (CSP), Abgeordneter zum Nationalrat                                                  | 63    |       |
| 9. November  | Max von Pape                     | preußischer Generalleutnant                                                                                     | 75    |       |
| 9. November  | Karl Ernst Ranke                 | deutscher Internist                                                                                             | 56    |       |
| 10. November | Julius Arnold                    | Jurist und Mitglied des Deutschen Reichstags                                                                    | 79    |       |
| 10. November | Wilhelm Braune                   | deutscher Germanist                                                                                             | 76    |       |
| 10. November | Ljubow Fjodorowna Dostojewskaja  | Autorin und Tochter von Fjodor Michailowitsch Dostojewski                                                       | 57    |       |
| 10. November | Róbert Gragger                   | ungarischer Literaturhistoriker, Hochschullehrer und Philologe                                                  | 39    |       |
| 10. November | Friedrich Himpel                 | deutscher Gewerkschaftsfunktionär                                                                               | 62    |       |
| 10. November | Werner Klinkhardt                | null | 44    |       |
| 10. November | Eduard Hermann von Lütcken       | deutscher Gutsbesitzer, Richter und Parlamentarier                                                              | 74    |       |
| 10. November | Joseph Schwarz                   | lettisch-deutscher Opernsänger (Bariton)                                                                        | 46    |       |
| 10. November | Siegfried Seligmann              | deutscher Augenarzt und Privatgelehrter                                                                         | 56    |       |
| 11. November | Paul Langemak                    | deutscher Politiker                                                                                             | 90    |       |
| 12. November | Leopold von Aichelburg-Labia     | österreichischer Politiker                                                                                      | 73    |       |
| 12. November | Paul Benndorf                    | deutscher Schriftsteller und Sepulkralforscher                                                                  | 67    |       |
| 12. November | Joseph Gurney Cannon             | US-amerikanischer Politiker                                                                                     | 90    |       |
| 12. November | Robert Kölsch                    | bayerischer Sanitätsoffizier                                                                                    | 77    |       |
| 12. November | Josef Thanner                    | österreichischer Politiker (GdP), Abgeordneter zum Nationalrat                                                  | 64    |       |
| 12. November | Kaarlo Vasama                    | finnischer Turner                                                                                               | 40    |       |
| 13. November | Maurice Delafosse                | französischer Ethnograph, Orientalist und Kolonialbeamter                                                       | 55    |       |
| 13. November | Felix Hallensleben               | deutscher Jurist und Politiker                                                                                  | 66    |       |
| 13. November | Michael John Hoban               | US-amerikanischer Geistlicher, Bischof von Scranton                                                             | 73    |       |
| 13. November | Karl Victor Plagge               | deutscher Komiker und Schauspieler                                                                              | 41    |       |
| 13. November | Karl Winkler                     | österreichischer Politiker                                                                                      | 74    |       |
| 14. November | Hans Andrae                      | deutscher Richter                                                                                               | 77    |       |
| 15. November | Hiram Abrams                     | Präsident des Filmverleihs United Artists                                                                       | 48    |       |
| 15. November | Beda Oskar Bischofberger         | Schweizer Politiker                                                                                             | 91    |       |
| 15. November | Franz Serafin Exner              | österreichischer Physiker                                                                                       | 77    |       |
| 15. November | Lafayette Young                  | US-amerikanischer Politiker                                                                                     | 78    |       |
| 16. November | Paul Colberg                     | deutscher Pianist und Komponist                                                                                 | 63    |       |
| 16. November | Karl Klietsch                    | böhmischer Maler und Grafiker                                                                                   | 85    |       |
| 16. November | Klara Pölt                       | österreichische Schriftstellerin                                                                                | 64    |       |
| 17. November | James Furman Kemp                | US-amerikanischer Geologe                                                                                       | 67    |       |
| 17. November | George Sterling                  | US-amerikanischer Lyriker und Dramatiker                                                                        | 56    |       |
| 18. November | Konrad Agahd                     | deutscher Schriftsteller, Pädagoge und Journalist                                                               | 59    |       |
| 18. November | Carl Ethan Akeley                | US-amerikanischer Jäger, Taxidermist, Naturforscher, Professor, Künstler und Erfinder                           | 62    |       |
| 18. November | Paul Lensch                      | deutscher Journalist, Hochschullehrer und Politiker (SPD), MdR                                                  | 53    |       |
| 18. November | Tinsley W. Rucker                | US-amerikanischer Politiker                                                                                     | 78    |       |
| 19. November | Karl Biese                       | deutscher Landschaftsmaler und Lithograf                                                                        | 63    |       |
| 19. November | Thomas Cusack                    | US-amerikanischer Politiker                                                                                     | 68    |       |
| 19. November | Nikolaus Wecklein                | deutscher Altphilologe                                                                                          | 83    |       |
| 19. November | Laurenz Widholz                  | österreichischer Politiker (SDAP), Landtagsabgeordneter, Abgeordneter zum Nationalrat                           | 65    |       |
| 20. November | Otto Crelinger                   | preußischer Generalleutnant                                                                                     | 76    |       |
| 20. November | Gustav Lehmann                   | deutscher Politiker (SPD), MdR und Journalist                                                                   | 71    |       |
| 20. November | Nakarai Tōsui                    | japanischer Schriftsteller                                                                                      | 65    |       |
| 21. November | Edward Cummins                   | US-amerikanischer Golfer                                                                                        | 40    |       |
| 21. November | August Junke                     | deutscher sozialdemokratischer Politiker                                                                        | 49    |       |
| 21. November | Anton Keil                       | österreichischer Weihbischof und Politiker                                                                      | 72    |       |
| 21. November | Josef Klemens Kaufmann           | Schweizer Landschafts, Figuren, Militär- und Tiermaler                                                          | 59    |       |
| 21. November | Zofka Kveder                     | slowenische Schriftstellerin, Übersetzerin, Frauenrechtlerin und erste große Erscheinung der slowenischen Fr... | 48    |       |
| 21. November | Joseph McKenna                   | US-amerikanischer Jurist und Politiker                                                                          | 83    |       |
| 21. November | Joseph McLaughlin                | US-amerikanischer Politiker                                                                                     | 59    |       |
| 21. November | Carl von Schwerzenbach           | österreichischer Unternehmer und Altertumsforscher                                                              | 76    |       |
| 22. November | Ernest Adam                      | polnischer Bankier und Politiker                                                                                | 58    |       |
| 22. November | Emma Graf                        | Schweizer Frauenrechtlerin                                                                                      | 61    |       |
| 22. November | Victor Heymann                   | deutscher Jurist                                                                                                | 84    |       |
| 22. November | Andreas Karpfinger               | österreichischer Politiker (CSP), Landtagsabgeordneter                                                          | 64    |       |
| 22. November | Frank Hall Knowlton              | US-amerikanischer Paläobotaniker und Ornithologe                                                                | 66    |       |
| 22. November | Alexander Köckert                | deutscher Theaterschauspieler                                                                                   |       |       |
| 22. November | Ernst August Krahl               | deutsch-österreichischer Heraldiker                                                                             | 68    |       |
| 22. November | Halvor Steenerson                | US-amerikanischer Politiker                                                                                     | 74    |       |
| 22. November | Dorothee Theopold                | deutsche Schriftstellerin                                                                                       | 40    |       |
| 23. November | Heinrich Abel                    | Jesuit, „Männerapostel von Wien“                                                                                | 82    |       |
| 23. November | Carlos Roxlo                     | uruguayischer Politiker                                                                                         | 65    |       |
| 23. November | Otto von Schuckmann              | deutscher Verwaltungsbeamter und Rittergutsbesitzer                                                             | 67    |       |
| 24. November | Hugo Engl                        | österreichischer Maler                                                                                          | 74    |       |
| 24. November | Georg Jahoda                     | österreichischer Druckereibesitzer und Verleger                                                                 | 62    |       |
| 24. November | Leonid Borissowitsch Krassin     | russischer Revolutionär und Kampfgefährte Lenins                                                                | 56    |       |
| 24. November | Georg Hermann Valentin           | deutscher Bibliothekar und Mathematikhistoriker                                                                 | 77    |       |
| 25. November | Georg Arnhold                    | deutsch-jüdischer Bankier und Pazifist                                                                          | 67    |       |
| 25. November | Ludwig Aub                       | deutscher Schriftsteller und Graphologe                                                                         | 64    |       |
| 25. November | Franz Bucar                      | slowenischer Opernsänger (Tenor)                                                                                | 65    |       |
| 25. November | Karl von Mandry                  | deutscher Richter und Justizminister des Königreichs Württemberg (1917–1918)                                    | 60    |       |
| 26. November | Ernest Belfort Bax               | britischer sozialistischer Journalist                                                                           | 72    |       |
| 26. November | John Moses Browning              | US-amerikanischer Waffentechniker                                                                               | 71    |       |
| 26. November | Fritz Cassirer                   | deutscher Dirigent                                                                                              | 55    |       |
| 26. November | Eliška Krásnohorská              | tschechische Schriftstellerin                                                                                   | 79    |       |
| 27. November | Hermann Wäschke                  | deutscher Historiker                                                                                            | 76    |       |
| 29. November | Elisabeth Kohut-Mannstein        | deutsche Opernsängerin (Sopran) und Gesangslehrerin                                                             | 83    |       |
| 29. November | Paul Michelet                    | Stadtverordnetenvorsteher und Kaufmann, Ehrenbürger Berlins                                                     | 91    |       |
| 29. November | Gotthold Pannwitz                | deutscher Mediziner                                                                                             | 65    |       |
| 29. November | Friedrich Wilhelm Virck          | deutscher Architekt und Baubeamter, Oberbaudirektor in Lübeck                                                   |       |       |
| 30. November | Friedrich Karl Zadow             | deutscher Bildhauer und Medailleur                                                                              | 64    |       |

## Dezember
| Tag          | Name                                     | Beruf, bekannt als                                                                                              | Alter | Beleg |
| ------------ | ---------------------------------------- | --- | ----- | ----- |
| 1. Dezember  | Bolko von Hochberg                       | deutscher Diplomat, Intendant und Komponist                                                                     | 83    |       |
| 1. Dezember  | August Hoffmeister                       | deutscher Fabrikbesitzer, Politiker und Mitglied des Deutschen Reichstags                                       | 84    |       |
| 1. Dezember  | Walter Kempin                            | Schweizer Pfarrer und ehemaliger Präsident des Schweizerischen Roten Kreuzes                                    | 76    |       |
| 1. Dezember  | Ernst Tantzen                            | oldenburgischer Politiker                                                                                       | 69    |       |
| 2. Dezember  | Gerhard Cooreman                         | belgischer Politiker                                                                                            | 74    |       |
| 2. Dezember  | Karl Joseph Eberth                       | deutscher Mediziner und Hochschullehrer                                                                         | 91    |       |
| 2. Dezember  | Franz Schwaiger                          | österreichischer Schauspieler, Theaterleiter und -regisseur                                                     | 49    |       |
| 3. Dezember  | Siegfried Jacobsohn                      | deutscher Journalist und Theaterkritiker                                                                        | 45    |       |
| 4. Dezember  | J. Danforth Bush                         | US-amerikanischer Politiker                                                                                     | 58    |       |
| 4. Dezember  | Ivana Kobilca                            | jugoslawische Malerin                                                                                           | 64    |       |
| 4. Dezember  | Carl Markees                             | Schweizer Geiger, Musikpädagoge und Komponist                                                                   | 61    |       |
| 4. Dezember  | Arthur Müller                            | deutscher Frauenarzt und Helminthologe                                                                          | 62    |       |
| 4. Dezember  | Karl Schneck                             | österreichischer Feuerwehrpionier                                                                               | 80    |       |
| 4. Dezember  | Jacob Wolff                              | deutscher Unternehmer und Jagdflieger                                                                           |       |       |
| 5. Dezember  | Edward Lincoln Abel                      | US-amerikanischer Politiker                                                                                     | 66    |       |
| 5. Dezember  | Claude Monet                             | französischer Maler des Impressionismus                                                                         | 86    |       |
| 6. Dezember  | William S. Allen                         | US-amerikanischer Politiker (Republikanische Partei)                                                            | 69    |       |
| 6. Dezember  | George Alfred Carlson                    | US-amerikanischer Politiker                                                                                     | 51    |       |
| 6. Dezember  | Josef Höpfl                              | deutscher Opernsänger (Bariton), Opernregisseur und Dramaturg                                                   | 73    |       |
| 6. Dezember  | Ira B. Hyde                              | US-amerikanischer Politiker                                                                                     | 88    |       |
| 6. Dezember  | Karl Ferdinand Klimsch                   | deutscher Grafiker, Lithograf, Maler und Unternehmer                                                            | 85    |       |
| 6. Dezember  | Antoine Pillet                           | französischer Rechtswissenschaftler                                                                             | 69    |       |
| 6. Dezember  | Ludwig Schorlemmer                       | deutscher Sozialdemokrat                                                                                        | 79    |       |
| 7. Dezember  | Francisco Bográn                         | honduranischer Präsident Ende 1919                                                                              |       |       |
| 7. Dezember  | William B. McKinley                      | US-amerikanischer Politiker (Republikanische Partei)                                                            | 70    |       |
| 8. Dezember  | Georg von Boddien                        | deutscher Porträt- und Genremaler                                                                               | 76    |       |
| 8. Dezember  | Thurston Daniels                         | US-amerikanischer Politiker                                                                                     | 67    |       |
| 8. Dezember  | Timothy Sylvester Hogan                  | US-amerikanischer Jurist und Politiker                                                                          | 62    |       |
| 8. Dezember  | Jan Six                                  | niederländischer Kunsthistoriker und Klassischer Archäologe                                                     |       |       |
| 9. Dezember  | Alfred Bool                              | britischer Fotograf                                                                                             |       |       |
| 9. Dezember  | Henry Cochin                             | französischer Politiker, Mitglied der Nationalversammlung, Romanist, Italianist und Übersetzer                  | 72    |       |
| 9. Dezember  | Richard Grüneberg                        | deutscher Unternehmer                                                                                           | 64    |       |
| 9. Dezember  | Fritz Odemar senior                      | deutscher Theaterschauspieler und Bühnenautor                                                                   | 68    |       |
| 10. Dezember | August Biester                           | deutscher Lehrer und Schriftsteller                                                                             | 72    |       |
| 10. Dezember | Wilhelm Garbe                            | deutscher Maurer, Feuerwehr-Kutscher und Feldaufseher                                                           | 67    |       |
| 10. Dezember | Eugene Gary                              | US-amerikanischer Jurist und Politiker                                                                          | 72    |       |
| 10. Dezember | Karl Krattner                            | deutsch-böhmischer Maler                                                                                        | 64    |       |
| 10. Dezember | Nikola Pašić                             | serbischer Politiker und Regierungschef                                                                         | 80    |       |
| 10. Dezember | Karl von Rhediger                        | schlesischer Adliger und Staatsrat in Preußen                                                                   |       |       |
| 10. Dezember | Addison Emery Verrill                    | US-amerikanischer Zoologe und Geologe                                                                           | 87    |       |
| 11. Dezember | Daniel J. Griffin                        | US-amerikanischer Jurist und Politiker                                                                          | 46    |       |
| 11. Dezember | Wilhelm Hartmann                         | deutscher Unternehmer und Stifter                                                                               | 82    |       |
| 11. Dezember | Carl Magnus von Hell                     | deutscher Chemiker                                                                                              | 77    |       |
| 11. Dezember | Fritz Irmiger                            | Schweizer Zollbeamter                                                                                           | 59    |       |
| 11. Dezember | Oskar Roick                              | deutscher Heraldiker, Wappenmaler, Illustrator und Lithograf                                                    | 56    |       |
| 11. Dezember | Márton Sipos                             | ungarischer Schwimmer                                                                                           | 26    |       |
| 11. Dezember | William A. Tilden                        | englischer Chemiker                                                                                             | 84    |       |
| 12. Dezember | Edith Abell                              | US-amerikanische Sängerin und Gesangspädagogin                                                                  | 79    |       |
| 12. Dezember | Jean Richepin                            | französischer Schriftsteller, Dramatiker und Lyriker                                                            | 77    |       |
| 13. Dezember | August Bopp                              | deutscher Musikschriftsteller und Musikpädagoge                                                                 | 53    |       |
| 13. Dezember | Rudolf Eisler                            | österreichischer Philosoph                                                                                      | 53    |       |
| 13. Dezember | Théo van Rysselberghe                    | flämischer Maler des Pointillismus                                                                              | 64    |       |
| 13. Dezember | Max Otto Schröder                        | sächsischer Politiker, Bürgermeister und Minister                                                               | 68    |       |
| 13. Dezember | Alajos Strobl                            | ungarischer Bildhauer                                                                                           | 70    |       |
| 14. Dezember | John L. Jolley                           | US-amerikanischer Politiker                                                                                     | 86    |       |
| 14. Dezember | August Kühles                            | deutscher Genre- und Architekturmaler                                                                           | 67    |       |
| 14. Dezember | Albert Müller                            | Schweizer Künstler des Expressionismus                                                                          | 29    |       |
| 15. Dezember | Paul Haupt                               | deutscher Assyriologe und Bibelforscher                                                                         | 68    |       |
| 15. Dezember | Theodor Herrmann                         | deutscher Maler und Zeichner                                                                                    | 45    |       |
| 15. Dezember | Albert Kohn                              | deutscher Sozialhygieniker                                                                                      | 69    |       |
| 15. Dezember | Fritz Franz Maier                        | österreichischer Schiffskonstrukteur                                                                            | 82    |       |
| 15. Dezember | Heinrich Rievel                          | deutscher Veterinärmediziner                                                                                    | 60    |       |
| 16. Dezember | Gerhard Barg                             | deutscher Schiffbauer, Yachtkonstrukteur und Werftdirektor                                                      | 68    |       |
| 16. Dezember | Hippolyte Fierens-Gevaert                | belgischer Sänger an der Oper, Professor für Kunstgeschichte und Kunsttheorie, Kunstkritiker, Schriftsteller... |       |       |
| 16. Dezember | Hermann Käppler                          | deutscher Politiker (SPD), MdR, MdL                                                                             | 63    |       |
| 16. Dezember | William Larned                           | US-amerikanischer Tennisspieler                                                                                 | 53    |       |
| 16. Dezember | Hugo Slevogt                             | deutscher Architekt                                                                                             | 69    |       |
| 17. Dezember | Klemens Brosch                           | österreichischer Grafiker                                                                                       | 32    |       |
| 17. Dezember | Lars Magnus Ericsson                     | schwedischer Erfinder und der Gründer der Firma Ericsson                                                        | 80    |       |
| 17. Dezember | Alexander Dmitrijewitsch Kastalski       | russischer Kirchenmusiker, Komponist und Chorleiter                                                             | 70    |       |
| 17. Dezember | Julia Lanz                               | Mäzenin, Funktionärin des Badischen Frauenvereins und Stifterin von Hilfseinrichtungen                          | 83    |       |
| 17. Dezember | Wolfgang Madjera                         | österreichischer Lyriker, Dramatiker und Schriftsteller                                                         | 58    |       |
| 17. Dezember | Victor Weidtman                          | deutscher Jurist, Industrie-Manager und Politiker                                                               | 73    |       |
| 18. Dezember | Wilhelm Dreesen                          | deutsch-dänischer Fotograf                                                                                      | 86    |       |
| 18. Dezember | Martin Oberdörffer                       | deutscher Konzertsänger und Komponist                                                                           | 61    |       |
| 18. Dezember | John B. Weber                            | US-amerikanischer Politiker                                                                                     | 84    |       |
| 18. Dezember | James Willcocks                          | britischer General                                                                                              | 69    |       |
| 19. Dezember | Albert Bitter                            | deutscher Bischof in Schweden, Erzbischof                                                                       | 78    |       |
| 19. Dezember | Georg Heimann                            | deutscher Bankier                                                                                               | 62    |       |
| 19. Dezember | William R. Webb                          | US-amerikanischer Pädagoge und Politiker                                                                        | 84    |       |
| 20. Dezember | Giuseppe Magrini                         | italienischer Cellist, Musikpädagoge und Komponist                                                              | 69    |       |
| 20. Dezember | Ettore Ximenes                           | italienischer Bildhauer                                                                                         | 71    |       |
| 21. Dezember | Hermann Bücking                          | deutscher Tiefbau-Ingenieur und Oberbaudirektor                                                                 | 78    |       |
| 22. Dezember | Erhard Eylmann                           | deutscher Ethnologe und Australienforscher                                                                      | 66    |       |
| 22. Dezember | Daniel Fulthorpe Gooch                   | britischer Adeliger und Forschungsreisender                                                                     | 57    |       |
| 22. Dezember | Geneviève Halévy                         | französische Salonière                                                                                          | 77    |       |
| 22. Dezember | Leo von Stocken                          | preußischer Generalleutnant                                                                                     | 64    |       |
| 23. Dezember | Heinrich Moritz von Attems-Heiligenkreuz | Geheimer Rat und General der Kavallerie                                                                         | 74    |       |
| 23. Dezember | Franz Heyer                              | deutscher Philologe und Gymnasiallehrer                                                                         | 84    |       |
| 23. Dezember | Walter von Schönberg                     | preußischer Generalmajor                                                                                        | 65    |       |
| 23. Dezember | Rudolf Tillessen                         | deutscher Architekt                                                                                             | 69    |       |
| 24. Dezember | David Abrahamowicz                       | jüdisch-polnischer Politiker                                                                                    | 87    |       |
| 24. Dezember | Peter W. Breene                          | US-amerikanischer Politiker                                                                                     | 80    |       |
| 24. Dezember | Johan Castberg                           | norwegischer Richter und Sozialpolitiker                                                                        | 64    |       |
| 24. Dezember | Wesley Coe                               | US-amerikanischer Kugelstoßer                                                                                   | 47    |       |
| 24. Dezember | Hans Hubert Dietzsch                     | deutscher Bildhauer, Maler und Schauspieler                                                                     |       |       |
| 24. Dezember | Joseph Hammerschmidt                     | deutscher Bildhauer                                                                                             | 53    |       |
| 24. Dezember | Helene Strybing                          | deutsche Philanthropin                                                                                          | 81    |       |
| 24. Dezember | James Wolcott Wadsworth                  | US-amerikanischer Offizier und Politiker                                                                        | 80    |       |
| 24. Dezember | Stanton Warburton                        | US-amerikanischer Politiker                                                                                     | 61    |       |
| 25. Dezember | Oleksandr Barwinskyj                     | ukrainischer Politiker, Historiker und Pädagoge                                                                 | 79    |       |
| 25. Dezember | Sebastian Buscher                        | deutscher Bildhauer und Holzschnitzer                                                                           | 77    |       |
| 25. Dezember | Otto Schönherr                           | deutscher Chemiker                                                                                              | 65    |       |
| 25. Dezember | Taishō                                   | 123. Tennō von Japan                                                                                            | 47    |       |
| 25. Dezember | James A. Troutman                        | US-amerikanischer Politiker                                                                                     | 73    |       |
| 26. Dezember | Elie Blanc                               | französischer Philosoph, Theologe und Romanist                                                                  |       |       |
| 26. Dezember | Alexander Monroe Dockery                 | US-amerikanischer Politiker                                                                                     | 81    |       |
| 26. Dezember | Paul von Kleist                          | preußischer Generalleutnant                                                                                     | 80    |       |
| 26. Dezember | Howard MacNutt                           | US-amerikanischer Bahai und Jünger Abdu’l Bahas                                                                 | 67    |       |
| 27. Dezember | Rapolas Čarnas                           | litauischer Kommunist                                                                                           | 26    |       |
| 27. Dezember | Hugo Garnich                             | deutscher Baubeamter und Politiker (DVP), MdL                                                                   | 52    |       |
| 27. Dezember | Kazys Giedrys                            | litauischer Revolutionär und Politiker                                                                          | 35    |       |
| 27. Dezember | Juozas Greifenbergeris                   | litauischer Kommunist                                                                                           | 28    |       |
| 27. Dezember | Karolis Požėla                           | litauischer Kommunist                                                                                           | 30    |       |
| 27. Dezember | Fritz Zubeil                             | deutscher Politiker (SPD, USPD), MdR                                                                            | 78    |       |
| 28. Dezember | Sigmund Christoph Hayden zu Dorff        | österreichischer Politiker                                                                                      | 73    |       |
| 28. Dezember | Franz Kammann                            | österreichischer Politiker, Landtagsabgeordneter und Bürgermeister                                              | 72    |       |
| 28. Dezember | Anna Lauter                              | Präsidentin der Badischen Rot-Kreuz-Schwesternschaft                                                            | 79    |       |
| 28. Dezember | Alfons Schlögl                           | österreichischer Komponist, Organist und Musikpädagoge                                                          | 40    |       |
| 28. Dezember | Georgi Stamenow                          | bulgarischer Aufklärer und Pädagoge, Übersetzer                                                                 |       |       |
| 29. Dezember | Wilhelm Beumer                           | deutscher Industrievertreter und Politiker (Nationalliberal), MdR                                               | 78    |       |
| 29. Dezember | Julius Lenhartz                          | deutscher Architekt und Bauunternehmer                                                                          | 87    |       |
| 29. Dezember | Charles Naine                            | Schweizer sozialdemokratischer Politiker und Publizist                                                          | 52    |       |
| 29. Dezember | Rainer Maria Rilke                       | österreichischer Lyriker, Erzähler, Übersetzer und Romancier                                                    | 51    |       |
| 30. Dezember | Felice Napoleone Canevaro                | italienischer Marineoffizier und Politiker                                                                      | 88    |       |
| 30. Dezember | Dominick McCaffrey                       | US-amerikanischer Boxer                                                                                         | 63    |       |
| 30. Dezember | Emil Stammer                             | deutscher Opernsänger, Theater- und Stummfilmschauspieler                                                       | 68    |       |
| 30. Dezember | Reginald Thynne                          | britischer General                                                                                              | 83    |       |
| 31. Dezember | Charles Bonnier                          | französischer sozialistischer Intellektueller und Romanist                                                      | 63    |       |
| 31. Dezember | Henry A. du Pont                         | US-amerikanischer Politiker (Republikanischen Partei)                                                           | 88    |       |
| 31. Dezember | Joseph Hollman                           | niederländischer Cellist und Komponist                                                                          | 74    |       |
| 31. Dezember | Grete Lundt                              | österreichische Schauspielerin                                                                                  | 34    |       |
| 31. Dezember | Mathias Marcher                          | österreichischer Bergführer                                                                                     | 73    |       |
| 31. Dezember | Rudolf Münsterberg                       | österreichischer Numismatiker                                                                                   | 62    |       |

## Nachweise
1. ↑  Sterbebuch Salzburg-Dompfarre